# Žďár nad Sázavou 5
Žďár nad Sázavou 5, zvaná Vysočany, je část města Žďár nad Sázavou.
Jedná se převážně o rodinné domy postavené v letech 1975-1980, druhá etapy výstavby proběhla v období let 1990-2000. Velkou výhodou této městské části je klidná poloha nad městem, dostatek ploch pro zahrady a zeleň, absence smogu. Slabší stránkou je architektonická nejednotnost území, velice nepřehledná uliční síť a komplikovaná dopravní obslužnost.